# Pterostichus riparius
Pterostichus riparius är en skalbaggsart som beskrevs av Pierre François Marie Auguste Dejean. Pterostichus riparius ingår i släktet Pterostichus och familjen jordlöpare. Inga underarter finns listade i Catalogue of Life.